# 太古代
| 累代        | 代       | 基底年代 Mya |
| ----------- | -------- | ------------ |
| 顕生代      | 新生代   | 66           |
| 顕生代      | 中生代   | 251.902      |
| 顕生代      | 古生代   | 541          |
| 原生代      | 原生代   | 2500         |
| 太古代      | 新太古代 | 2800         |
| 太古代      | 中太古代 | 3200         |
| 太古代      | 古太古代 | 3600         |
| 太古代      | 原太古代 | 4000         |
| 冥王代      | 冥王代   | 4600         |
| 1. 2. 3. 4. |          |              |

太古代（たいこだい、英：Archean eon）は、40億年前（または38億年前）から25億年前までにあたる地質時代の一つ。新太古代、中太古代、古太古代、原太古代の4つの代に区分される。かつては、英語のArcheozoicの直訳から始生代（しせいだい）と呼ばれていた。

## 始まりと終わり
太古代の始まりは、公式には決まっておらず、暫定的な値として40億年前（または38億年前）が使われている。この時代は放射年代測定による年代値ではなく、国際標準層序年代 (Global Standard Stratigraphic Age) による数値年代で定義されているため、年代数値に誤差は生じない。
太古代の終わり、すなわち原生代の始まりは、1981年に提唱された切りの良い数字である「25億年」が使われている。なぜなら、顕生代での時代の判定は「地球上の広い範囲で同時に認められる生物化石の変遷」を用いているものの、原生代は年代を決める明瞭な地質学的事項がないためである。25億年前の前後数億年間は、地球の内部や表面で大きな変化があり、「大変流動的な太古代」から現代的な原生代へ移行した。

## 概要
原核生物である細菌および古細菌の多様化が進んだとされる。真核生物の出現は現在のところ確認されていない。
地球上に地質学的証拠が見つからないために冥王代と呼ばれている累代に次ぐ時代。この時代から地殻を構成する岩石が見つかりはじめる。まとまった岩石として最も古いのはカナダのスレーブクラトンのアカスタ片麻岩で約40億年前に形成されたものだが、この岩体は形成後に激しい変成作用を受けているため、当時の地球表層の環境を解読するのは困難である。当時の地表の状況が判明できる最古の地層はグリーンランド西部、イスア地域のイスア緑色岩帯で、約38億年前のものである。グリーンランド、カナダ楯状地、バルト楯状地（フェノスカンジア）、スコットランド、インド、ブラジル、オーストラリア、南部アフリカなどに残っている岩石のほとんどは変成作用を受けている。太古代の岩石は、現在の大陸地殻表面の約4.5 %を占めているが、地表に出ていない分まで含めると現在の約10 %とされる。この時代の陸地面積は現在より大幅に少なかった可能性が高いが、現在の大陸地殻を構成する岩石（花崗岩類）の大部分は当時すでに地表に存在し、その後再溶解してリサイクルされたものであるという説もある。

## 地球表層の状況

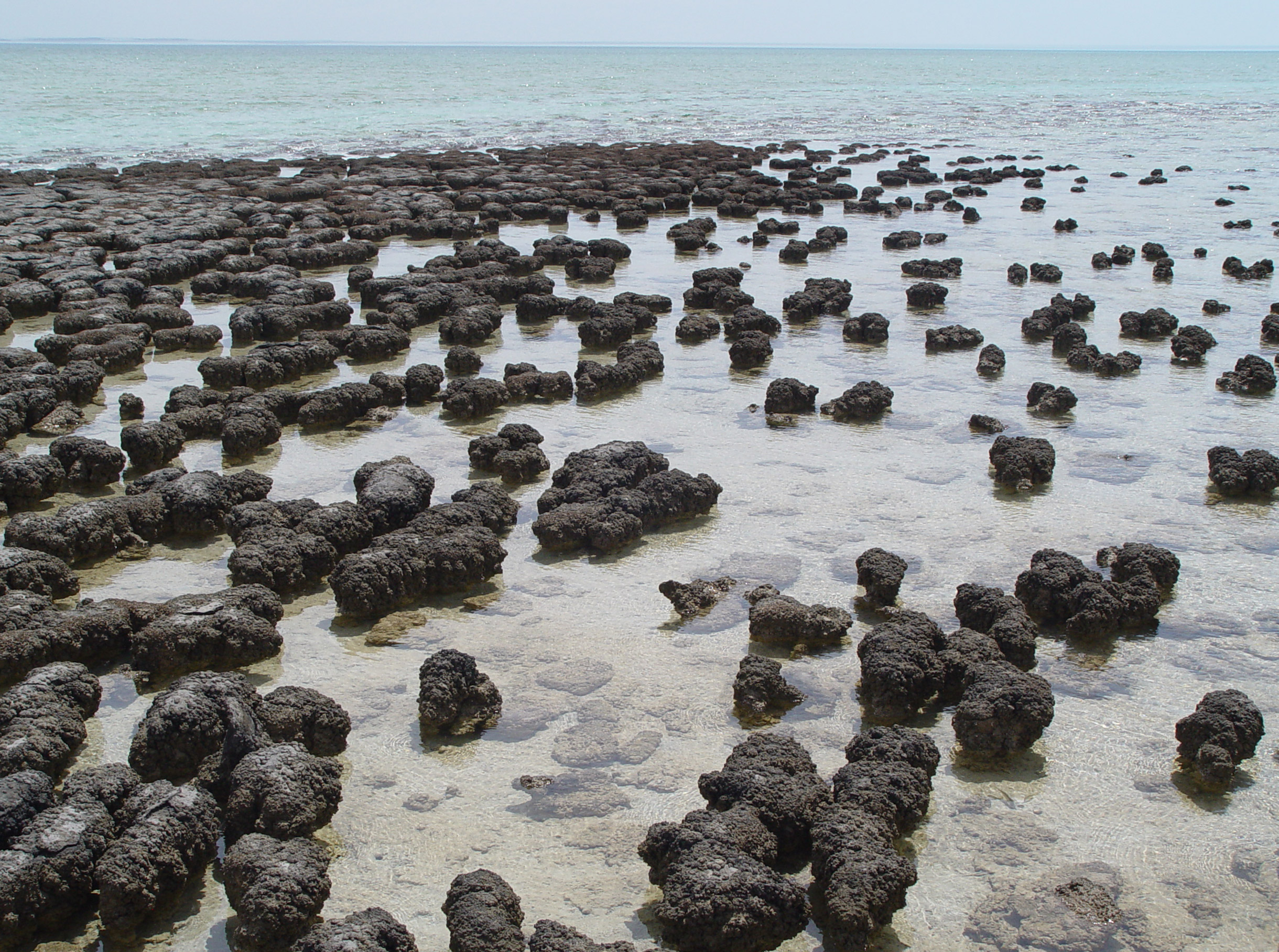
西オーストラリアのシャーク湾で見られる現生のストロマトライト

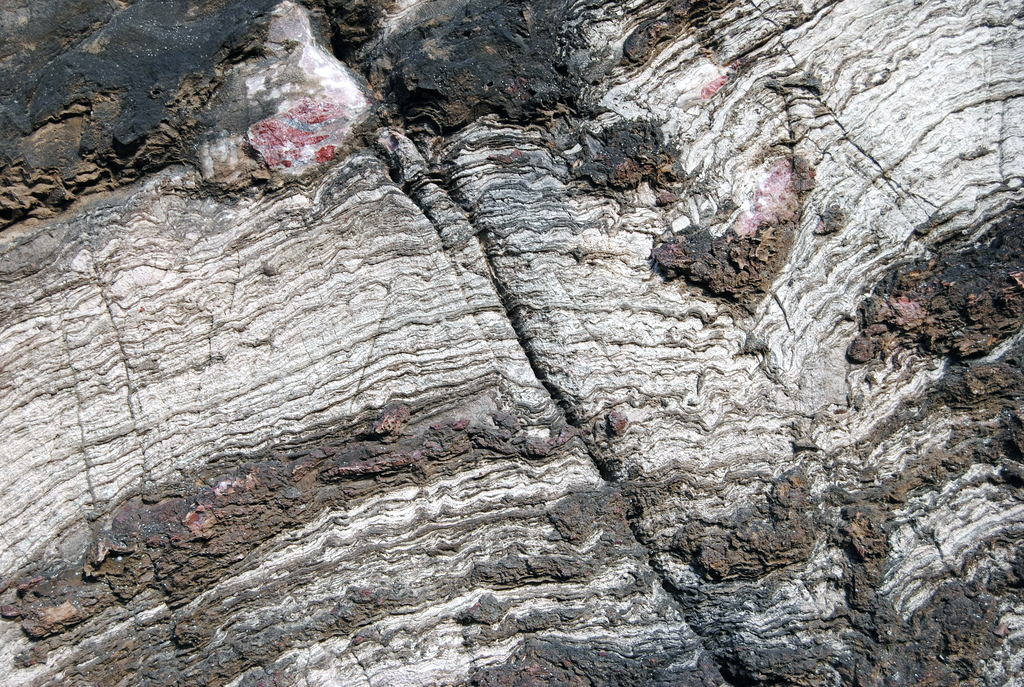
ストロマトライトの化石、次の原生代の22-23億年前の地層から出たもの

地球は45-46億年前に誕生したとされるが、当時は微惑星の衝突で解放されたエネルギーで地球内部は現在よりも高温となっていた。その後地球は徐々に冷却されている。上述したように最初の岩石は約40億年前のものであるが、まとまった地層が世界各地で見つかるのは38億年前からである。38億年より前の地層が残っていないのは、現在よりも高温で活発なマントル対流のため、当時形成された地殻はすべてマントル内部にリサイクルされてしまったことが原因とされているが、39億年前頃に地球と月が同時に大規模な隕石衝突を受けたため（後期隕石重爆撃期）当時の地殻が破壊されてしまったという説もある。
形成直後の地球は周期4時間という高速な自転をしていたと考えられているが、潮汐作用により自転角運動量が月の公転角運動量に移転することにより地球の自転はその歴史を通じ減速を続けている。南アフリカのムーディーズグループ地層の潮汐堆積物の分析によれば、32億年前の太古代の地球は13時間周期で自転しており1年の長さはおよそ700太陽日、月と地球の距離は現在の70%ほどだったと考えられている。
なお堆積岩の分析結果から、30億年より前の海水温度は60-120℃という高温であったと推定されているが、29億年前以後は氷河堆積物が見つかるようになった。太古代を通じて大気中には酸素はなく窒素と二酸化炭素が主体であった。30億年前頃には、酸素発生型の光合成を行うシアノバクテリアが出現していた可能性があり、シアノバクテリアが形成したとおぼしき大規模なストロマトライトが広く分布していた。ただし、放出された酸素は縞状鉄鉱床の形成などに消費されていたと推測され、大気中酸素濃度の上昇にはつながらなかった。全地球規模での酸素濃度の上昇は次の原生代まで待つこととなる（大酸化事変）。

### 35-38億年前の地表の状況
上記の38億年前のイスア地域の地層から、縞状鉄鉱床・炭酸塩岩・枕状溶岩・礫岩層が見られるが、前3者は当時海が存在したこと、礫岩層は陸地があったことを示している。またイスア地域の地質構造は付加体としての特徴を示しており、当時既にプレートテクトニクスが機能していたと推定される。35億年前の地層はアフリカ南部やオーストラリアのピルバラで見つかっている。ピルバラ地域のノースポールからは35億年前の枕状溶岩の上に載ったチャートの層から最古の生物痕跡と思われる化石が見つかっている。

### 27億年前の大陸生成
大陸の地殻を構成する花崗岩の組成は、その下のマントルの組成と大幅に異なっている。海洋地殻を形成する玄武岩はマントルの一部が溶解してできたものであるが、花崗岩は玄武岩が水の存在下で再度部分溶解して生まれる。そのため、地球誕生当初の地表には大陸地殻は無く、その後年代が下がるにしたがって大陸が増えてきたとされる。陸地の生成は一定のペースでコンスタントに進んだのではなく、段階的に起こったというデータがある。すなわち　世界各地の花崗岩の中のジルコン結晶の生成年代を分析した結果、27億年前と19億年前にジルコン生成のピークが認められ、この時期に集中的に陸地が生まれたとされる。27億年前には大陸の周辺の浅い海に大規模なストロマトライトが形成されたと考えられている。
なお太古代はマントルの温度が現在よりも高かったため、マントルが部分溶解してできるマグマの成分も現在と異なっており、マグネシウム分が非常に多いコマチアイトなど現在のマグマでは見られない成分の火成岩が存在した。また花崗岩も後世にみられない組成をもち、ナトリウム成分に富んだトーナル岩(tonalite)・トロニエム岩(trondhjemite)・花崗閃緑岩(granodiorite)からなり頭文字からTTGと呼ばれる。マントルの温度が高かったため、沈み込みプレート自体が比較的浅い地下で融解して大陸地殻に貫入したためと考えられている。

## 生物
系統樹による推計では、冥王代またはこの時代の初期に全生物の共通祖先が現れ、太古代には多様化が進んで古細菌と真正細菌の門の多くが出そろったと考えられている。35億年前の地層からは古細菌と真正細菌の活動の痕跡が発見されている。上記の最古の生命化石が見つかったノースポールの地層は、35億年前の熱水活動が活発で温度の高い中央海嶺であったと推察されている。これは地球の初期生命が、現生の一部の古細菌や細菌に見られるような高温適性を有していた可能性を示唆する。30億年前までにはシアノバクテリアが出現し、局所的な酸素スポット内において酸素を利用した代謝活動が進化し始めたと推測され、原生代における真核生物を含む好気性生物の出現と多様化への前駆段階となった。